# Jaelin Kauf
Jaelin Kauf, född den 26 september 1996 i Vail, Colorado, är en amerikansk freestyleåkare.
Jaelin Kauf tog OS-silver i damernas halfpipe i samband med de olympiska vinterspelen 2022.